# Лабетт (округ)
Лабе́тт (англ. Labette County; стандартное обозначение LB) — округ в штате Канзас, США. Официально образован 26 февраля 1867 года. По состоянию на 2010 год, численность населения составляла 21 607 человек.

## География
По данным Бюро переписи США, общая площадь округа равняется 1 691,272 км², из которых 1670,552 км² суша и 20,202 км² или 1,2 % это водоёмы.

## Население
По данным переписи населения 2000 года в округе проживает 22 835 жителей в составе 9 194 домашних хозяйств и 6 114 семей. Плотность населения составляет 14,00 человек на км2. На территории округа насчитывается 10 306 жилых строений, при плотности застройки около 6,00-ти строений на км2. Расовый состав населения: белые — 89,28 %, афроамериканцы — 4,66 %, коренные американцы (индейцы) — 1,95 %, азиаты — 0,32 %, гавайцы — 0,01 %, представители других рас — 1,20 %, представители двух или более рас — 2,58 %. Испаноязычные составляли 3,07 % населения независимо от расы.
В составе 31,20 % из общего числа домашних хозяйств проживают дети в возрасте до 18 лет, 52,10 % домашних хозяйств представляют собой супружеские пары проживающие вместе, 10,20 % домашних хозяйств представляют собой одиноких женщин без супруга, 33,50 % домашних хозяйств не имеют отношения к семьям, 29,80 % домашних хозяйств состоят из одного человека, 14,30 % домашних хозяйств состоят из престарелых (65 лет и старше), проживающих в одиночестве. Средний размер домашнего хозяйства составляет 2,39 человека, и средний размер семьи 2,95 человека.
Возрастной состав округа: 25,70 % моложе 18 лет, 8,70 % от 18 до 24, 25,80 % от 25 до 44, 22,50 % от 45 до 64 и 22,50 % от 65 и старше. Средний возраст жителя округа 38 лет. На каждые 100 женщин приходится 95,70 мужчин. На каждые 100 женщин старше 18 лет приходится 92,00 мужчин.
Средний доход на домохозяйство в округе составлял 30 875 USD, на семью — 37 519 USD. Среднестатистический заработок мужчины был 29 043 USD против 21 706 USD для женщины. Доход на душу населения составлял 15 525 USD. Около 8,90 % семей и 12,70 % общего населения находились ниже черты бедности, в том числе — 14,70 % молодёжи (тех, кому ещё не исполнилось 18 лет) и 11,90 % тех, кому было уже больше 65 лет.